# Alexandroupolis
Alexandroupoli eller Alexandroupolis (grekiska: Αλεξανδρούπολη) är en hamnstad i kommunen Dimos Alexandroupoli i Grekland, huvudstad i prefekturen Evros i Thrakien.

## Geografi
Alexandroupoli ligger omkring 14,5 kilometer väster om floden Maritsas mynning och gränsen till Turkiet, 300 kilometer från Thessaloniki med den nya Via Egnatiavägen och 750 kilometer från Aten. År 1991 hade staden ett invånarantal på 36 994, och i hela kommunen 38 220 och år 2001 totalt 52 720 invånare. Idag har staden uppskattats till att ha omkring 70 000 invånare.[källa behövs]

## Ekonomi
Alexandroupoli är ett handelscentrum för de omkringliggande jordbruksområdena. Här förädlas jordbruksprodukter som apelsiner, päron och persikor.

## Historia
Alexandroupoli är en ung stad, och dess historia sträcker sig inte längre bakåt än till 1800-talet. Den tillhörde osmanska riket från 1860, under vilket staden hette Dedeağaç och tillhörde vilayetet Adrianopel. Den övergick i bulgariskt styre 1912. Under första världskriget sattes den i september 1915 i försvarstillstånd av bulgarerna och blockerades därefter av de allierades sjöstridskrafter från 11 oktober och bombarderades av dem fem gånger 1915-1916.  I Sèvresfreden 1920 gavs den till Grekland, varvid bulgarerna fick transiteringsrätt till havet över staden. Mellan 1941 och 1944 ockuperades Alexandroupoli av Bulgarien.